# Mammillaria insularis
Mammillaria insularis är en kaktusväxtart som beskrevs av H.E. Gates. Mammillaria insularis ingår i släktet Mammillaria och familjen kaktusväxter. Inga underarter finns listade i Catalogue of Life.